# Psychoda morogorica
Psychoda morogorica är en tvåvingeart som beskrevs av Wagner och Andersen 2007. Psychoda morogorica ingår i släktet Psychoda och familjen fjärilsmyggor.
Artens utbredningsområde är Tanzania. Inga underarter finns listade i Catalogue of Life.